# レリベ県
レリベ県は、10あるレソトの県のうちの一つ。面積は2,828 km2で、人口は約450,000人である（2004年）。県都はフロツェである。
座標: 南緯29度00分 東経28度00分 / 南緯29.000度 東経28.000度